# 国际关系及发展高等学院
国际关系及发展高等学院（法語：Institut de hautes études internationales et du développement，IHEID），簡稱日內瓦高等學院（英語：Geneva Graduate Institute），在国际事务学界享有盛名。该校规模极小，却有充沛的学术、财力资源，催生出了1位联合国秘书长、7位诺贝尔奖得主、1位普利策奖得主与多位国家领导人与外交官。
该校以国际事务、发展学、国际法学、国际经济学、世界历史和国际关系学等領域見長，尤其以两大科际整合硕士——国际事务与发展研究而知名全球，为联合国、世界银行等重要国际机构培养了大批人才。

## 历史沿革

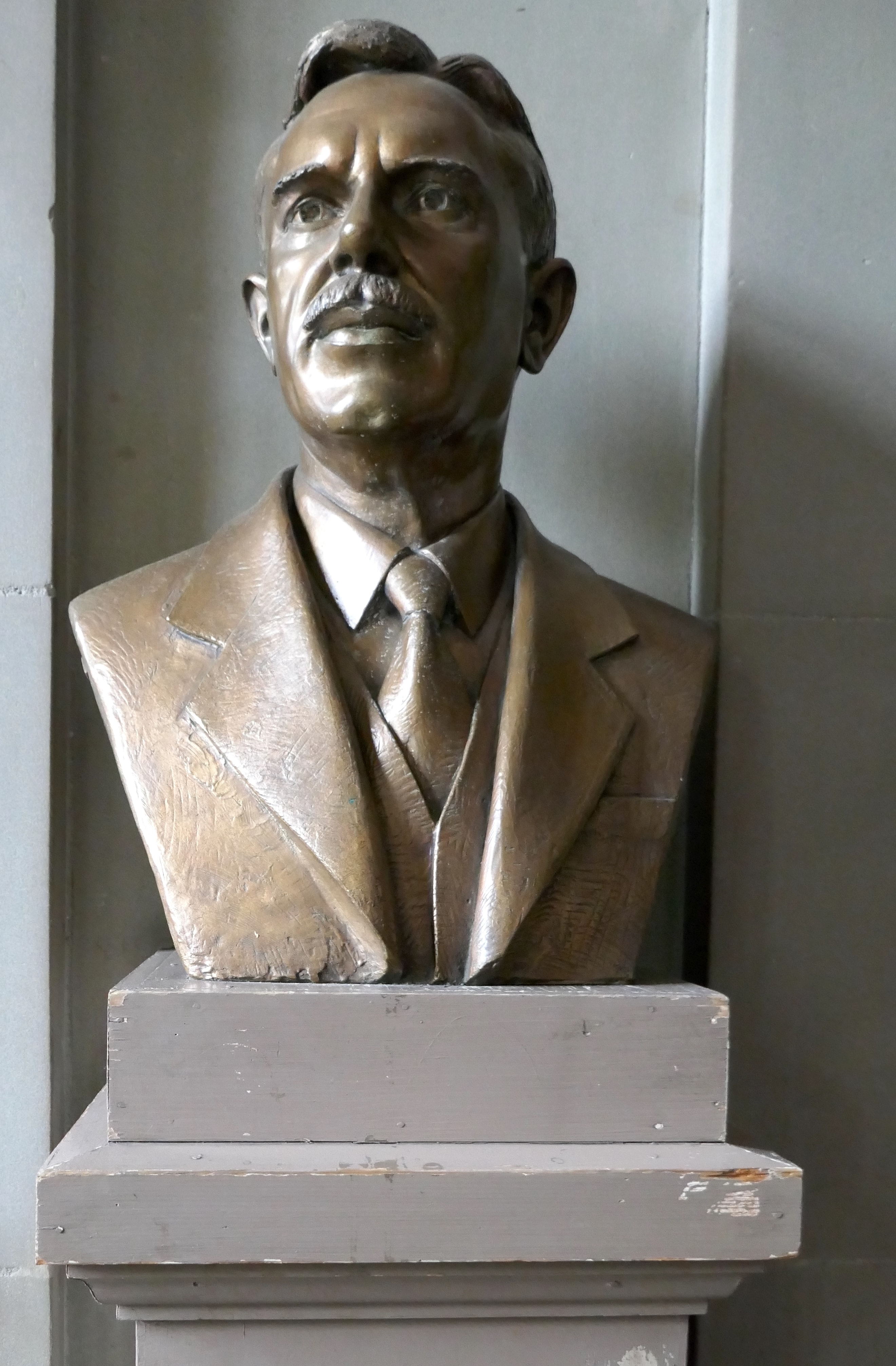
威廉·拉帕德

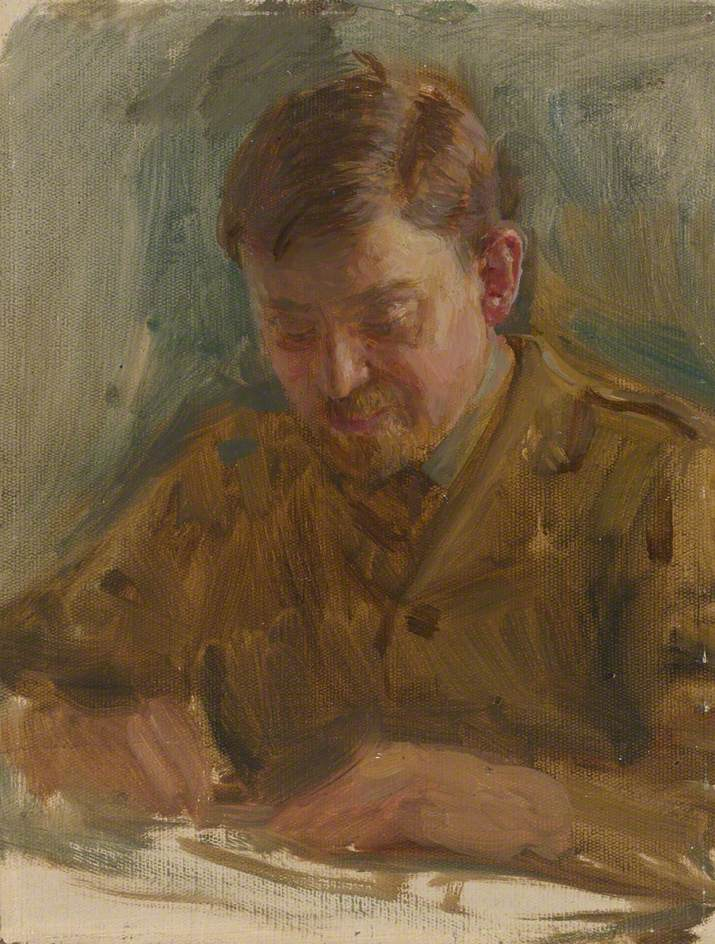
保罗·曼图

1927年，在洛克菲勒基金会、瑞士联邦政府及日内瓦州的财政支持下，国际关系高等学院（法語：Institut de hautes études internationales, HEI）在日内瓦由两位为国际联盟秘书处工作的学者外交官威廉·拉帕德和保罗·曼图创建。國際關係高等學院是世界上最古老的国际问题研究院。国际关系高等学院成立之际，正值拉帕德担任日内瓦大学校长期间。国际关系高等学院在保持学术自治的同时，隶属于日内瓦大学。
学院最初的任务是基于与国际联盟和国际劳工组织的密切工作关系。根据其章程，学院是“旨在为所有国家的学生提供从事和追求国际研究的技能的机构，尤其是历史、法律、经济、政治和社会性质的研究”。
学院设法吸引了一些杰出的教师，特别是来自深陷纳粹政权压迫的国家。威廉·拉帕德讽刺地观察到，学院最应感谢的两个人是墨索里尼和希特勒。随后，更多著名学者加入该学院的教员队伍，包括法哲学家汉斯·凯尔森、历史学家古列尔·莫费雷罗以及外交官卡尔·伯克哈特等。其他同样寻求逃离独裁统治的人包括路德维希·冯·米塞斯和威廉·罗普克，后者极大地影响了德国战后的自由经济政策以及社会市场体系理论的发展。
牛津大学蒙塔古·伯顿国际关系教授阿尔弗雷德·齐默恩爵士在该研究所留下了特别持久的印记。早在1924年，齐默恩在巴黎国际知识合作委员会任职期间，就开始在日内瓦大学的赞助下组织国际事务暑期学校，即众所周知的“齐默恩学校”。

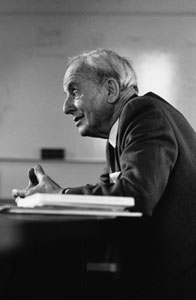
雅克·弗雷蒙

在1980年代之前，学院的教职员工从未超过25人。尽管规模很小，但学院拥有四名获得诺贝尔经济学奖的教职员工——贡纳尔·默达尔、弗里德里希·冯·哈耶克、莫里斯·阿莱和罗伯特·蒙代尔。三位校友曾获得诺贝尔奖。在最初的将近三十年（1927-1954）的时间里，学校的资金主要来自洛克菲勒基金会。此后，日内瓦州和瑞士联邦委员会承担了大部分费用。

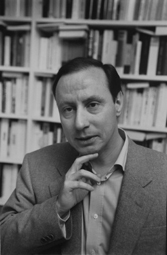
菲利普·布林

1955年，威廉·拉帕德的继任者、历史学家雅克·弗雷蒙开启了一个巨大的扩张时期，增加了教学科目的范围以及学生和教职员工的数量，这一进程在他1978年退休后继续推进。弗雷蒙将视野投向东欧、亚洲和拉丁美洲，更加关注冷战与多边外交、第三世界与发展等问题。在非洲年的背景下，弗雷蒙于1961年建立了日内瓦非洲管理人员培训中心（法語：Centre genevois pour la formation de cadres africains），次年更名为日内瓦非洲研究所（法語：Institut africain de Genève），1977年更名为发展研究高等学院（法語：Institut universitaire d'études du développement, IUED）。该学院因其许多教授对发展援助的批判性观点以及其期刊《Cahiers de l'IUED》而闻名。
2004年，菲利普·布林接任国际关系高等学院校长。国际关系高等学院与发展研究高等学院于2007年合并为国际关系及发展高等学院，简称日内瓦高等学院。原来由日内瓦大学颁发的博士学位转为日内瓦高等学院颁发，国际关系高等学院原有的国际关系学士学位则被日内瓦大学承接。2016年1月起，日内瓦高等学院的学籍注册也从日内瓦大学划归日内瓦高等学院。

## 校区分布
学院校园位於日内瓦右岸。最古老的一座建筑巴顿别墅（Villa Barton）位于日内瓦湖畔的一座私人公园内，而新校区名為和平館（Maison de la Paix），毗鄰聯合國萬國宮、聯合國歐洲總部、世界貿易組織、世界衛生組織等国际組織。
学院主校区和平館于2013年开放。和平館是一座38,000平方米的玻璃建筑，分为六个相连的部分。包含戴维斯图书馆，拥有350,000册有关社会科学的书籍、期刊和年度出版物，继戴维斯夫妇向学院捐赠1,000万美元后，该图书馆以两位学院校友的名字命名——大使谢尔比·库洛姆·戴维斯和他的妻子凯瑟琳·戴维斯。
邻近的Picciotto Student Residence于2012年竣工，为学生和客座教授提供135套公寓。另一个更大的学生宿舍Grand Morillon于2021年开放，日本建筑师隈研吾设计，拥有680间房。

除了作为学院主校区外，和平館还设有与学院联系密切的政策中心和宣传团体，例如日内瓦武装部队民主控制中心（DCAF）、日内瓦安全政策中心（GCSP）、日内瓦国际人道主义排雷中心、Interpeace、国际人道主义法研究所和世界可持续发展商业理事会。

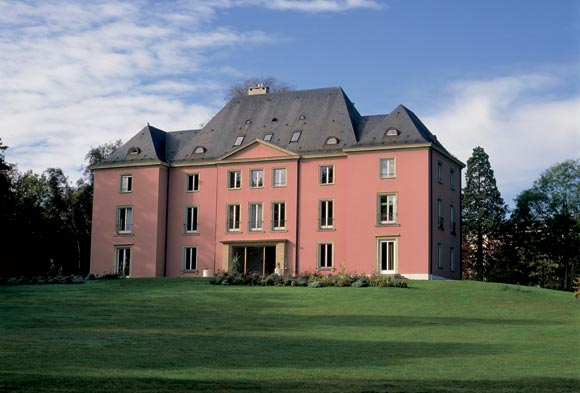
巴顿别墅
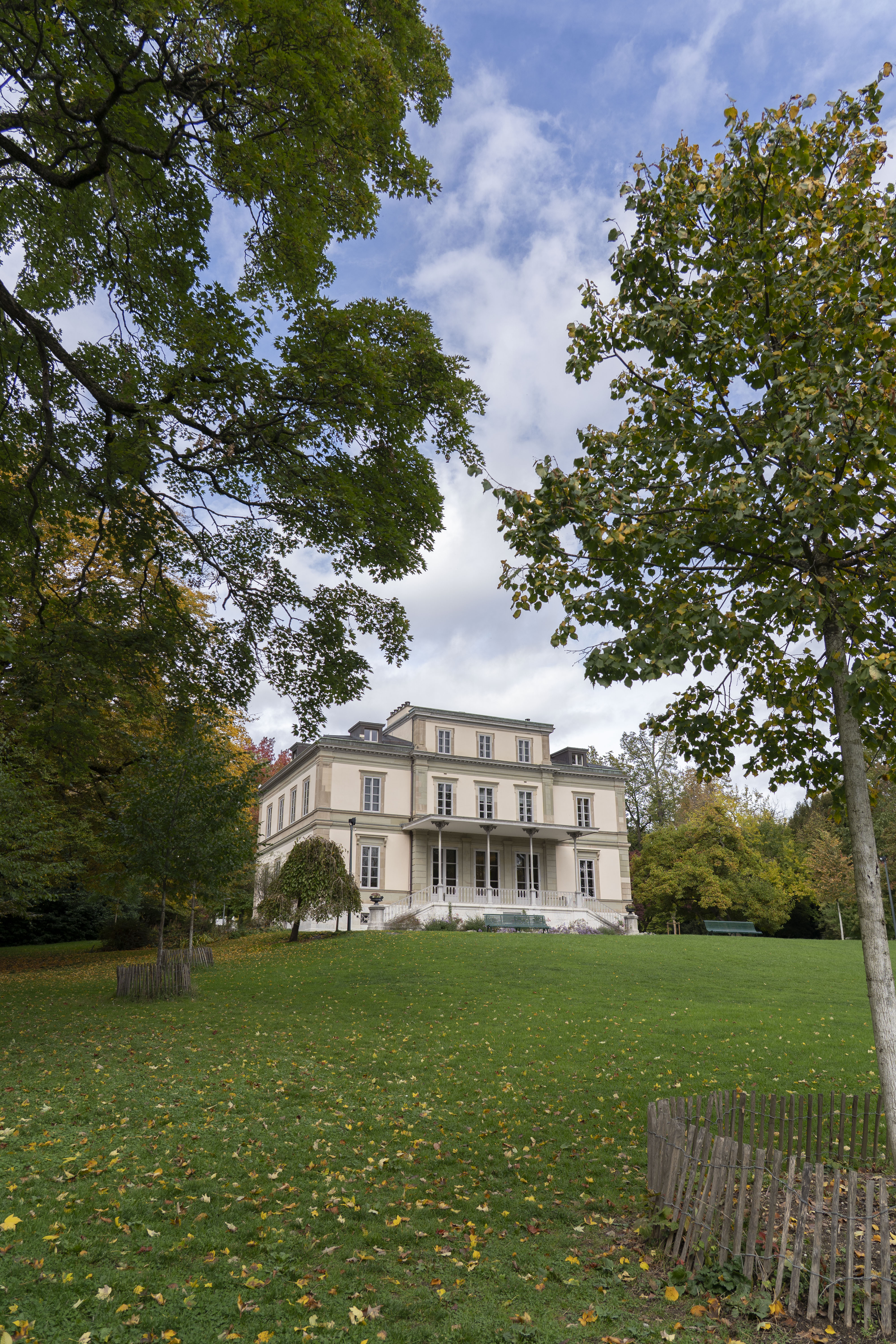
湖畔别墅
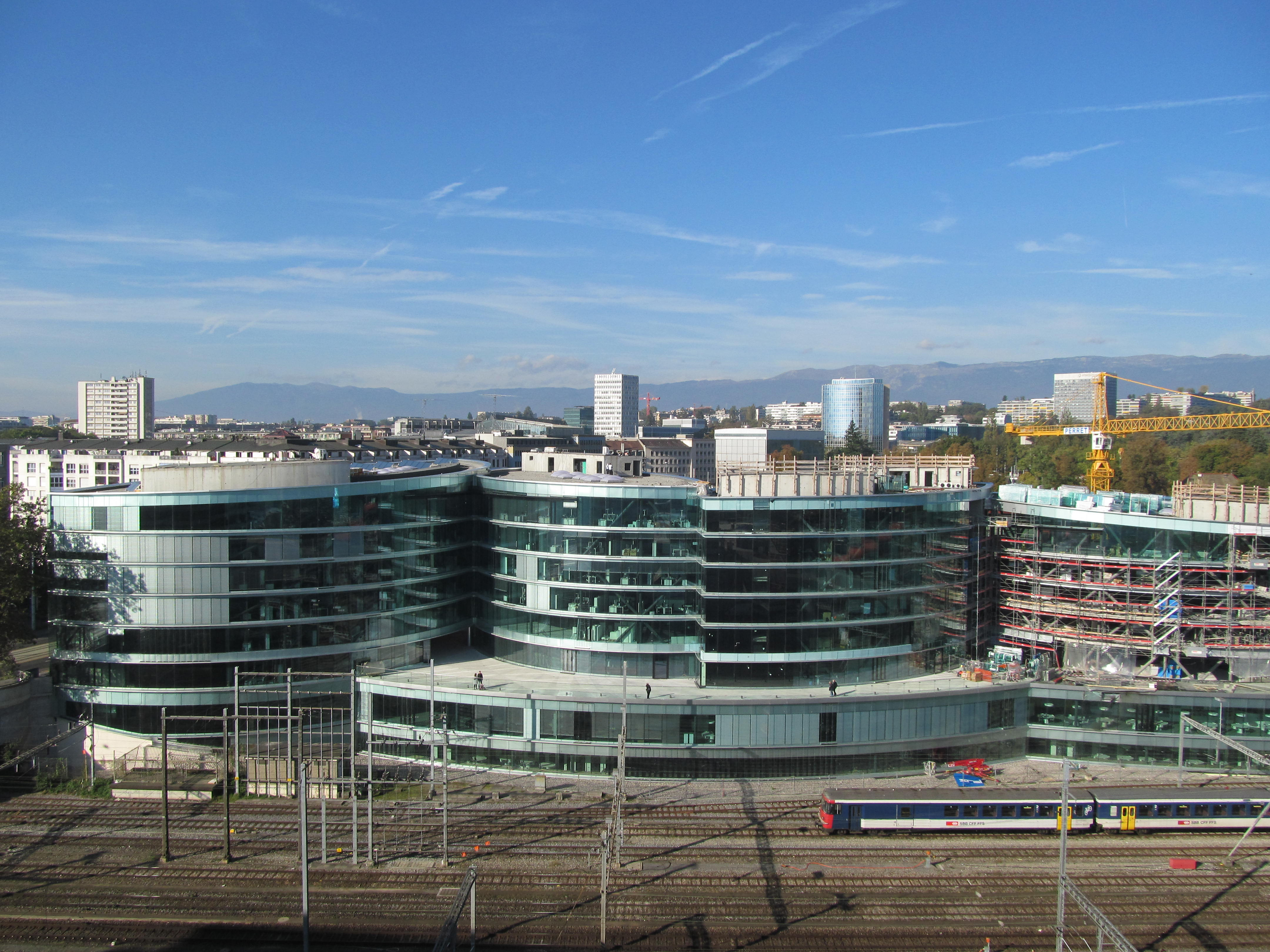
和平館
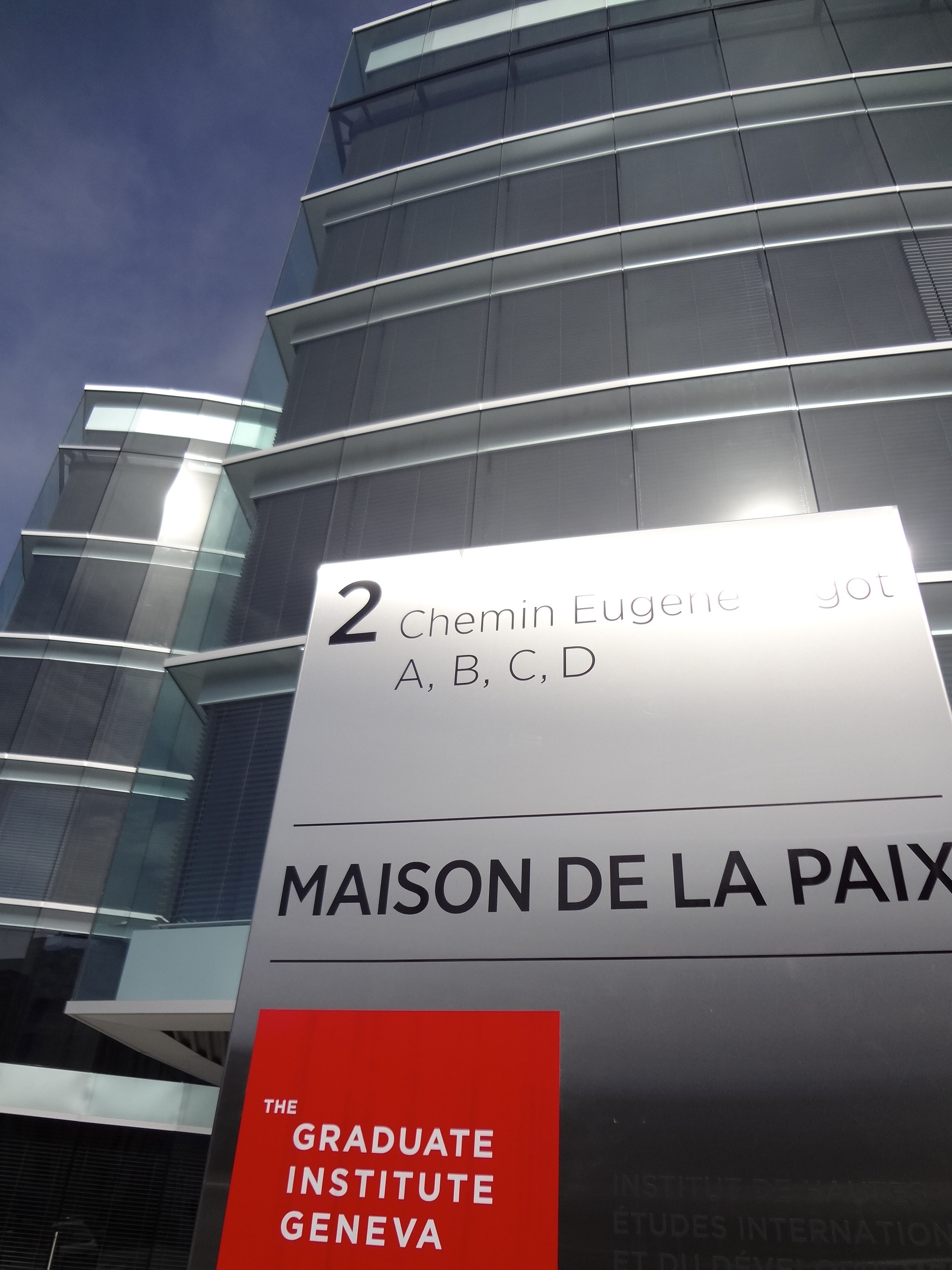
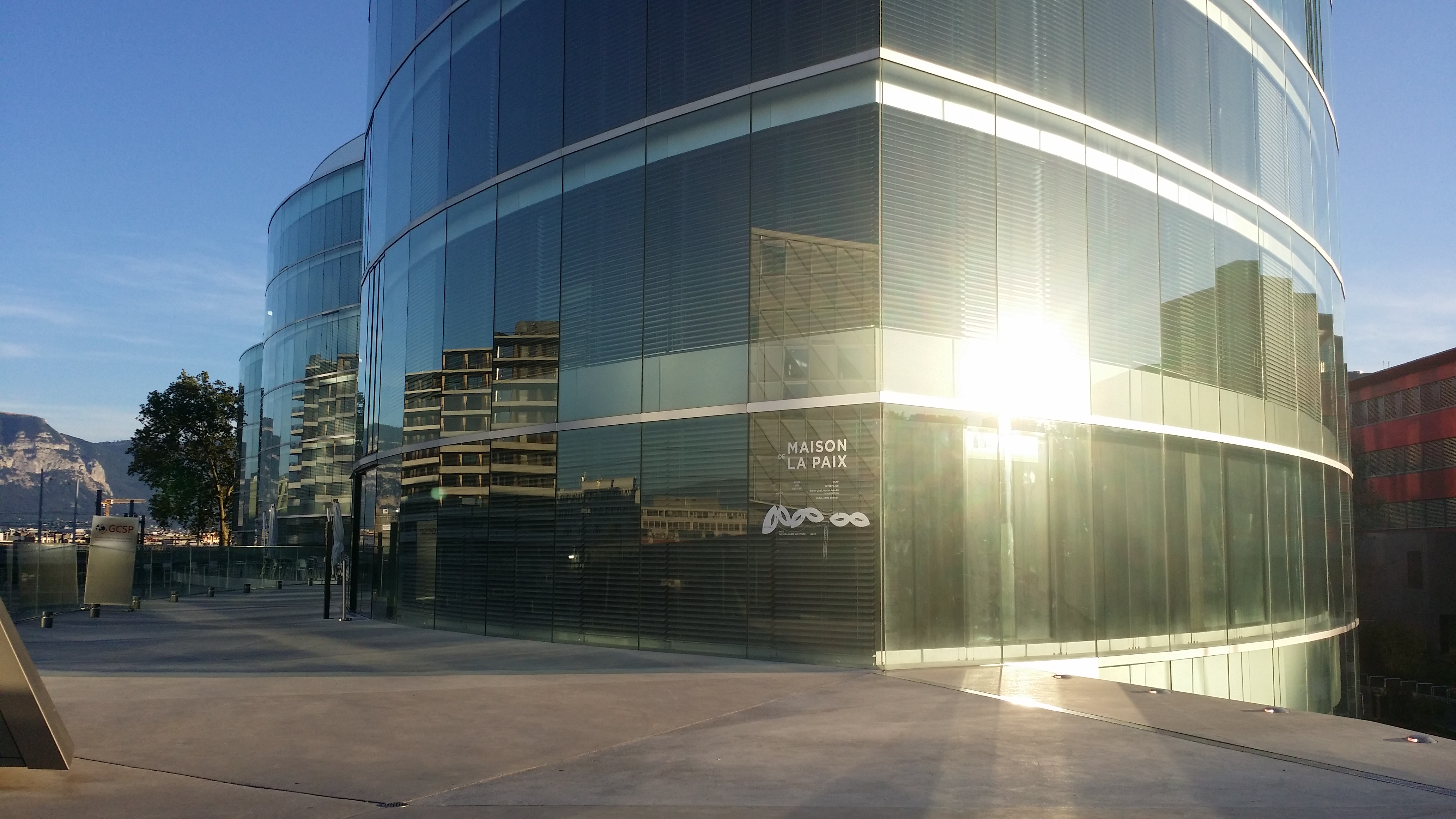
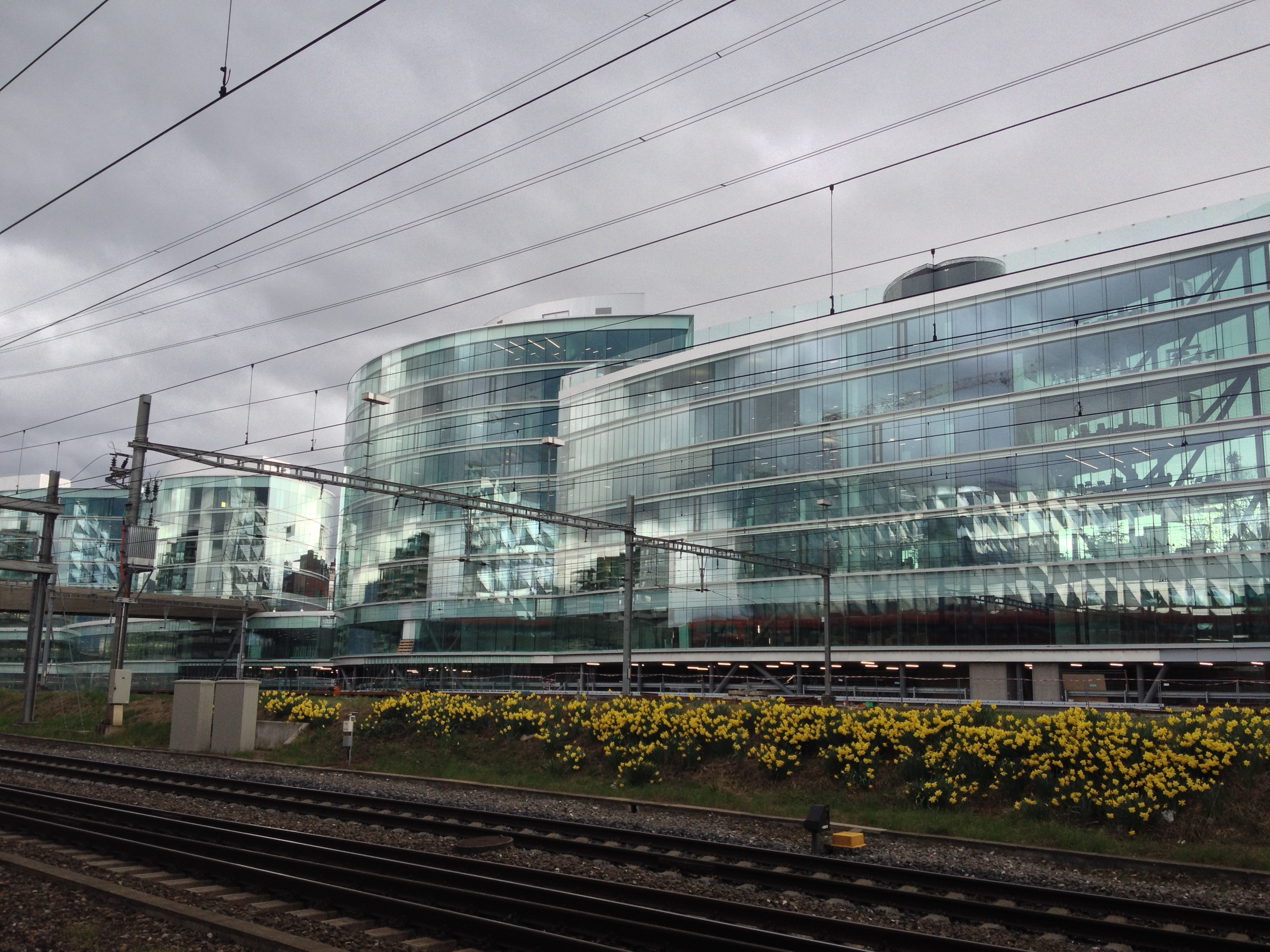
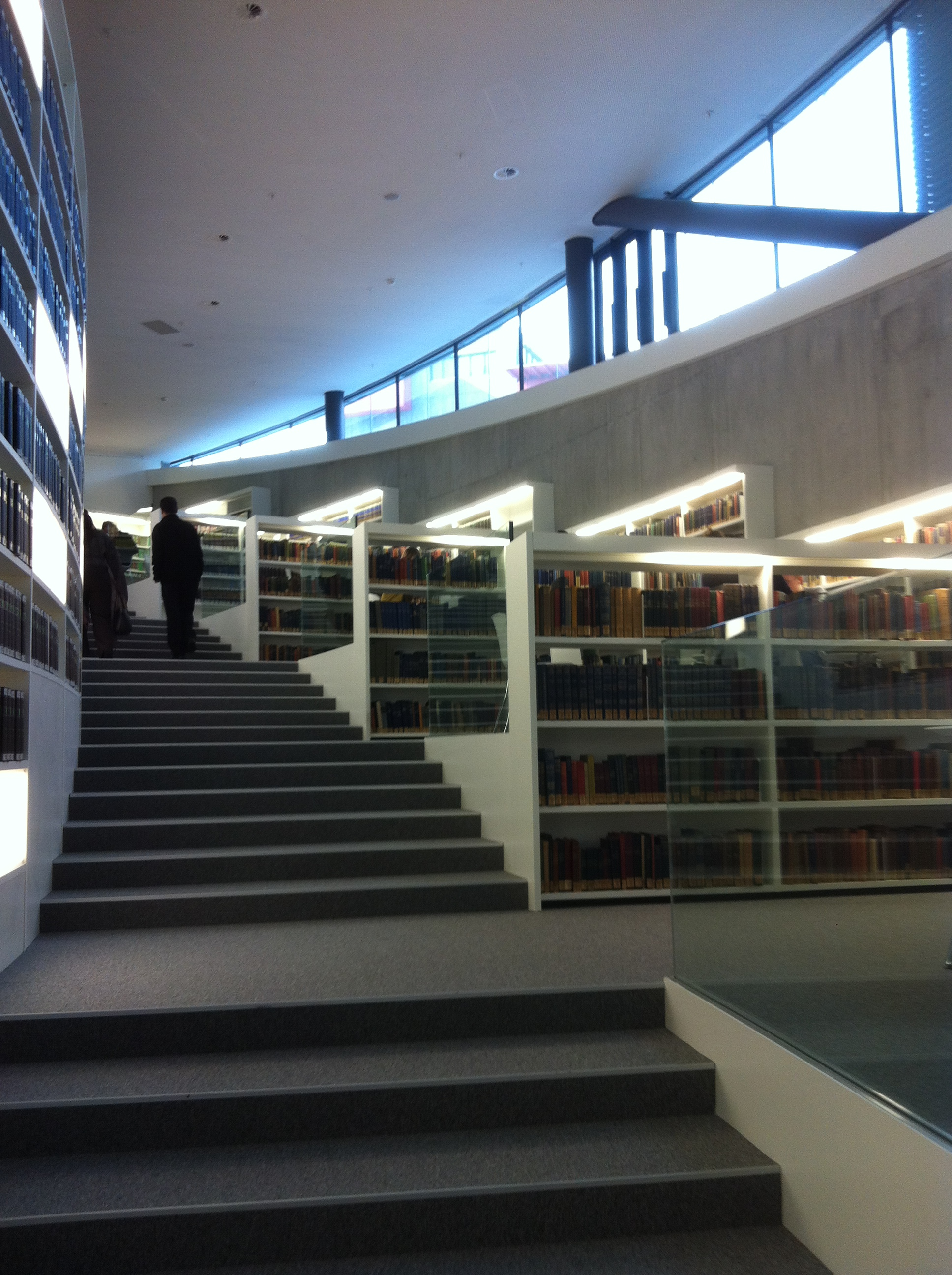
图书馆

## 院系学位
共设有五个学系，分别是人类学与社会学系、国际经济学系、国际历史与政治系、国际法学系、国际关系与政治科学系。设有以下学位：
| 学系                 | 两年制跨学科硕士   | 两年制学科硕士     | 四年制学科博士         |
| -------------------- | ------------------ | ------------------ | ---------------------- |
| 人类学与社会学系     | 国际研究与发展研究 | 人类学与社会学     | 人类学与社会学         |
| 国际经济学系         | 国际研究与发展研究 | 国际经济学         | 发展经济学、国际经济学 |
| 国际历史与政治系     | 国际研究与发展研究 | 国际历史与政治     | 国际历史与政治         |
| 国际法学系           | 国际研究与发展研究 | 国际法             | 国际法                 |
| 国际关系与政治科学系 | 国际研究与发展研究 | 国际关系与政治科学 | 国际关系与政治科学     |

此外，国际关系及发展高等学院与中国外交学院、香港大学、北京大学、日本上智大学、美国科尔盖特大学、曼荷莲学院、史密斯学院、韦尔斯利学院和薛顿贺尔大学设有五年制本硕连读联合学位，与哈佛大学肯尼迪政府学院、日内瓦大学全球研究所、耶鲁大学杰克逊全球事务研究所等设有联合硕士学位课程，与乔治敦大学法学院设有全球卫生法和治理法学硕士联合学位。

## 国际合作
国际关系及发展高等学院与牛津大学、巴黎第一大学、莱顿大学等属于Europaeum，且为国际事务专业学校协会正式成员。
学院是全球唯一与哈佛大学约翰·F·肯尼迪政府学院联合授学位的大学，两校在国际事务与发展研究硕士进行联合办学，二者同属国际事务专业学院协会正式成员。学院和日内瓦大学设有三个联合中心，分别是日内瓦国际人道主义法和人权学院、日内瓦国际争端解决中心和人道主义行动教育和研究中心。
国际关系及发展高等学院的交换院校包括：
- 美国 波士顿大学法学院、乔治·华盛顿大学艾略特学院、哈佛大学哈佛法学院、塔夫茨大学弗莱彻法律与外交学院、加州大学洛杉矶分校法学院、密歇根大学法学院、耶鲁大学文理研究生院、美利坚大学国际服务学院、西北大学
- 加拿大 多伦多大学蒙克学院
- 中华人民共和国 复旦大学国际关系与公共事务学院、北京大学国际关系学院、香港大学社会科学院、外交学院、香港中文大学深圳
- 日本 早稻田大学亚太研究所、上智大学
- 首尔国立大学国际问题研究生院
- 新加坡 新加坡国立大学李光耀公共政策学院
- 德国 赫尔蒂行政学院
- 法國 巴黎政治学院
- 義大利 欧洲大学学院、博科尼大学、罗马路易斯大学
- 奥地利 中欧大学
- 瑞士 圣加仑大学、日内瓦大学全球卫生研究所、苏黎世大学和苏黎世联邦理工学院比较和国际研究中心
- 墨尔本大学政府学院
- 土耳其 海峡大学

## 著名人物

### 校友
- 里奥尼德·赫维克兹：诺贝尔经济学奖的得奖者。
- 德米特里·克兹科斯：希腊突厥学家。
- 阿尔法·奥马尔·科纳雷：前马里总统、前非洲联盟委员会主席。
- 米歇尔·卡凡多：前布基纳法索总统。
- 赫迪·阿纳比：联合国秘书长特别代表和联合国海地稳定特派团领导人。
- 鲁迪格·多恩布施（英语：Rudi Dornbusch）：徳裔美国经济学家。
- 阿尔诺·梅耶尔（英语：Arno Mayer）：卢森堡裔美国历史家。
- 雅各布·克伦贝格尔：前红十字国际委员会主席。
- 汉斯·摩根索：国际关系学家。
- 出井伸之：索尼前會長兼CEO、前日本經濟團體連合會副会長。
- 卡洛斯·富恩特斯：墨西哥作家。
- 阿瑟·邓克尔：關稅與貿易總協定总幹事。
- 汉斯-格特·珀特林：前欧洲议会议长。
- 大卫·巴卡拉泽：前乔治亚国会议长。
- 毕波·伊斯特万：伊姆雷·纳吉政府国务部长。
- 里奥尼德·赫维克兹：2007年诺贝尔经济学奖得主。
- 舛添要一：前厚生勞動大臣。
- 塞尔吉奥·维埃拉·德梅洛：联合国人权事务高级专员。
- 杜瓦尔特·皮奥：葡萄牙王位继承人。
- 亨利大公：现任卢森堡大公。
- 瑪麗亞·特麗莎大公夫人 (盧森堡)：古巴籍卢森堡大公亨利王子妻子。
- 雅克·皮卡尔：瑞士深海探险家及发明家。
- 何亚非：国务院侨务办公室副主任。
- 戴尚贤（法语：Jean-Jacques de Dardel）：瑞士驻华大使（从2014年3月至今）[6]

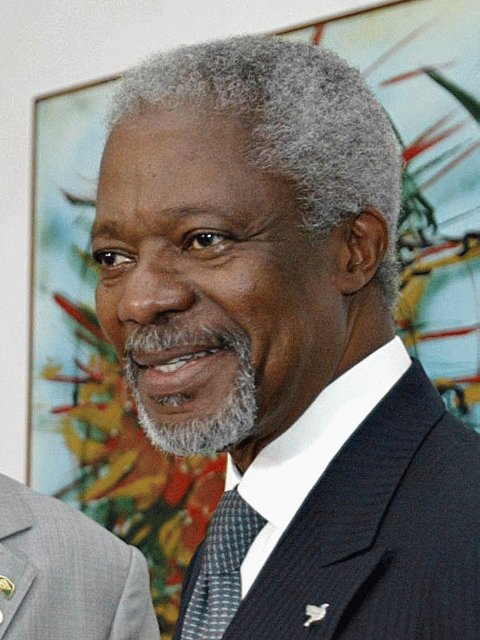
安南
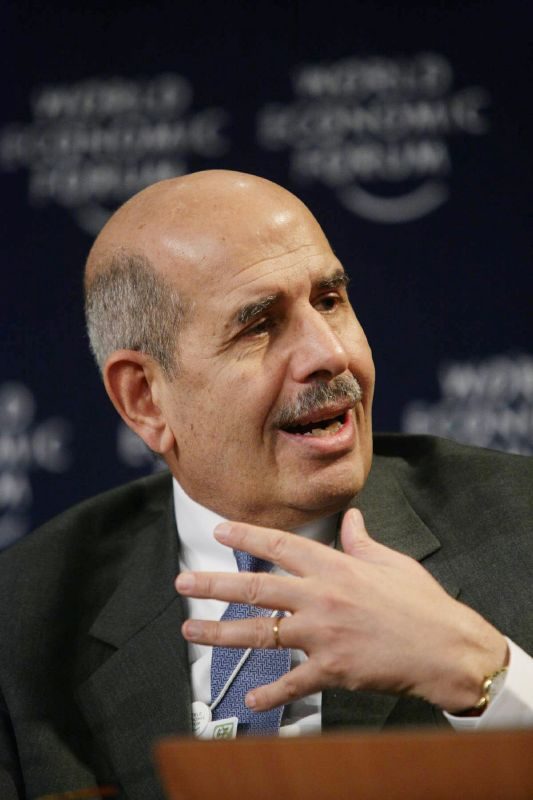
巴拉迪
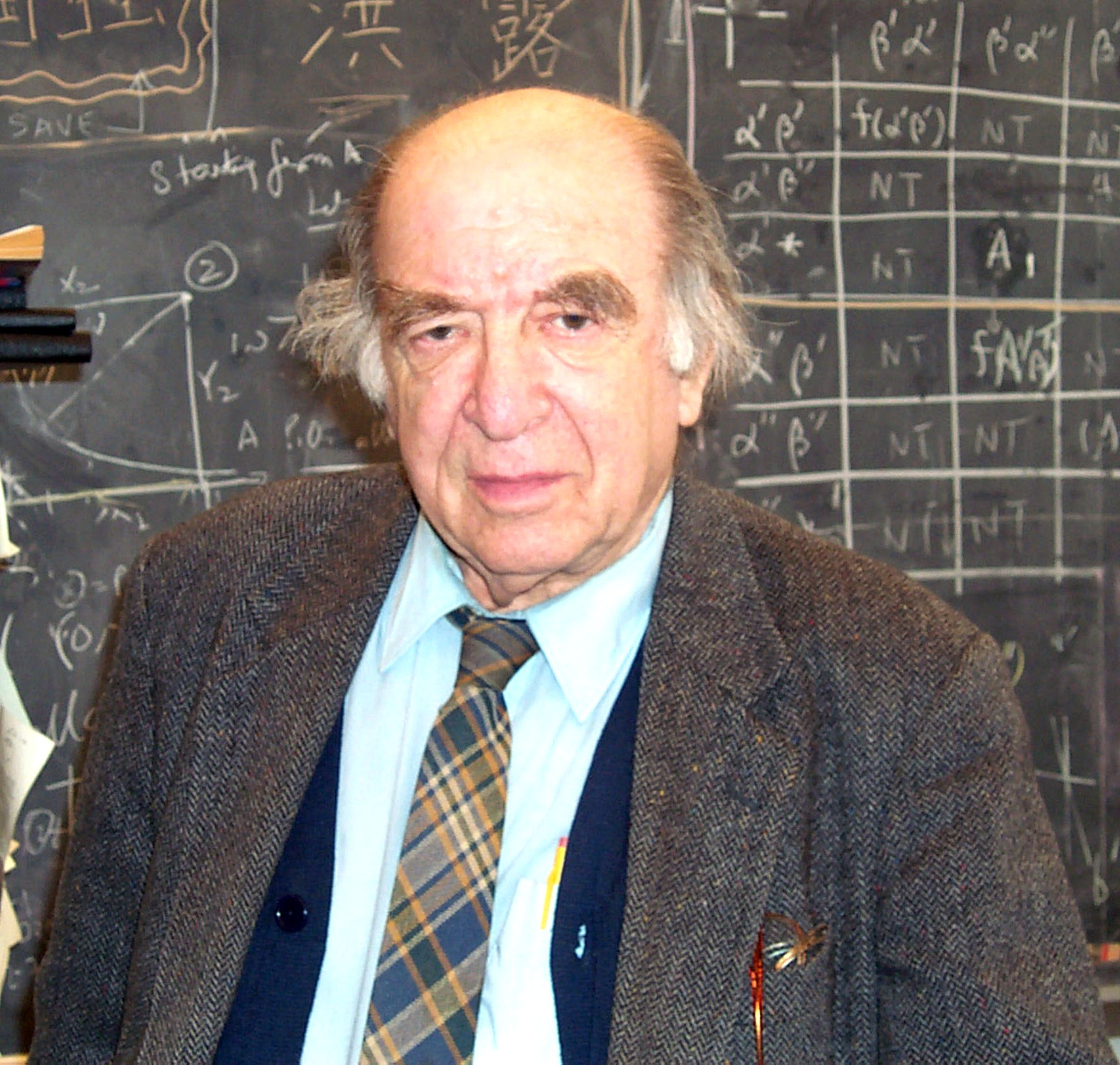
赫维克兹
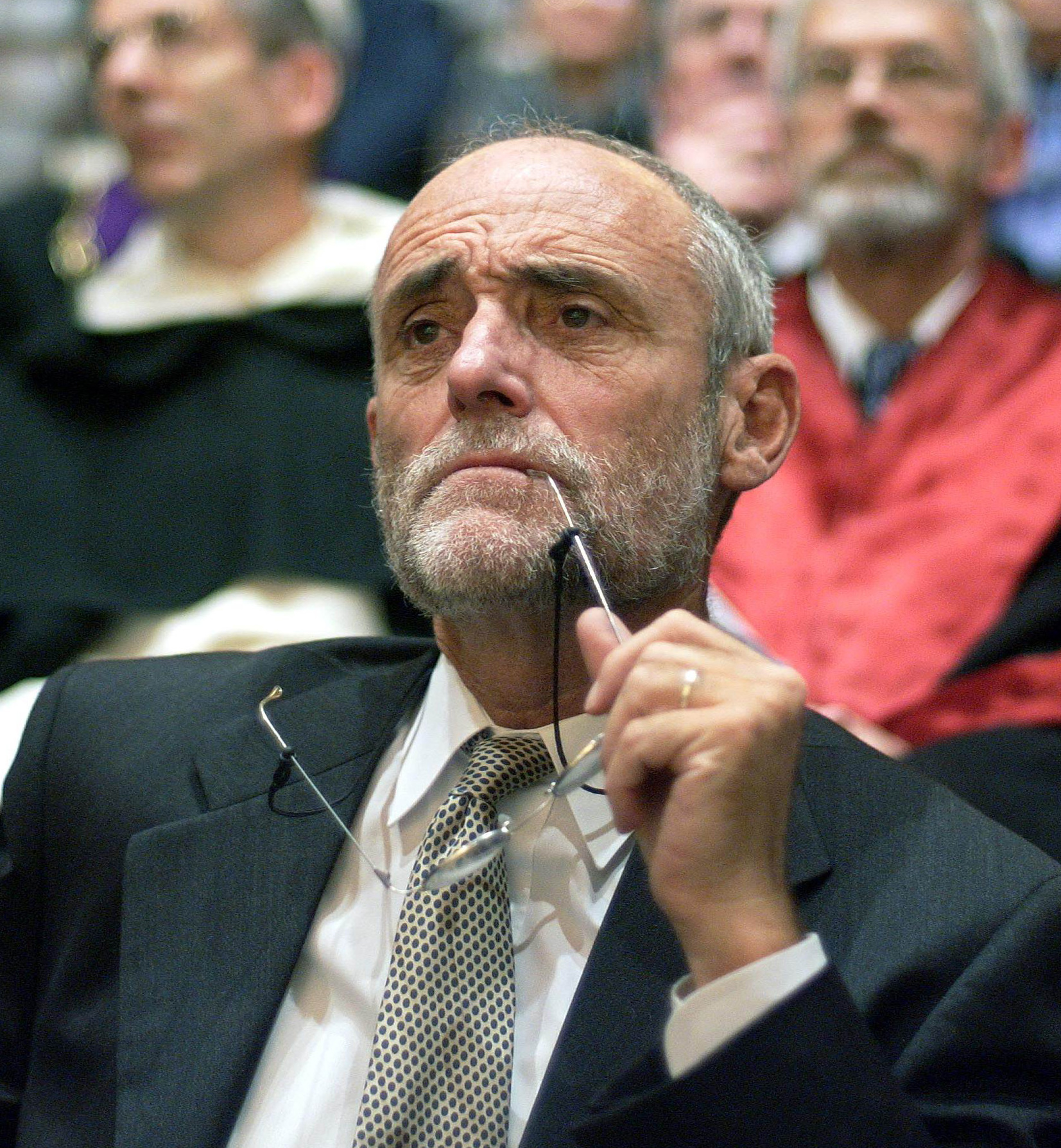
克伦贝格尔
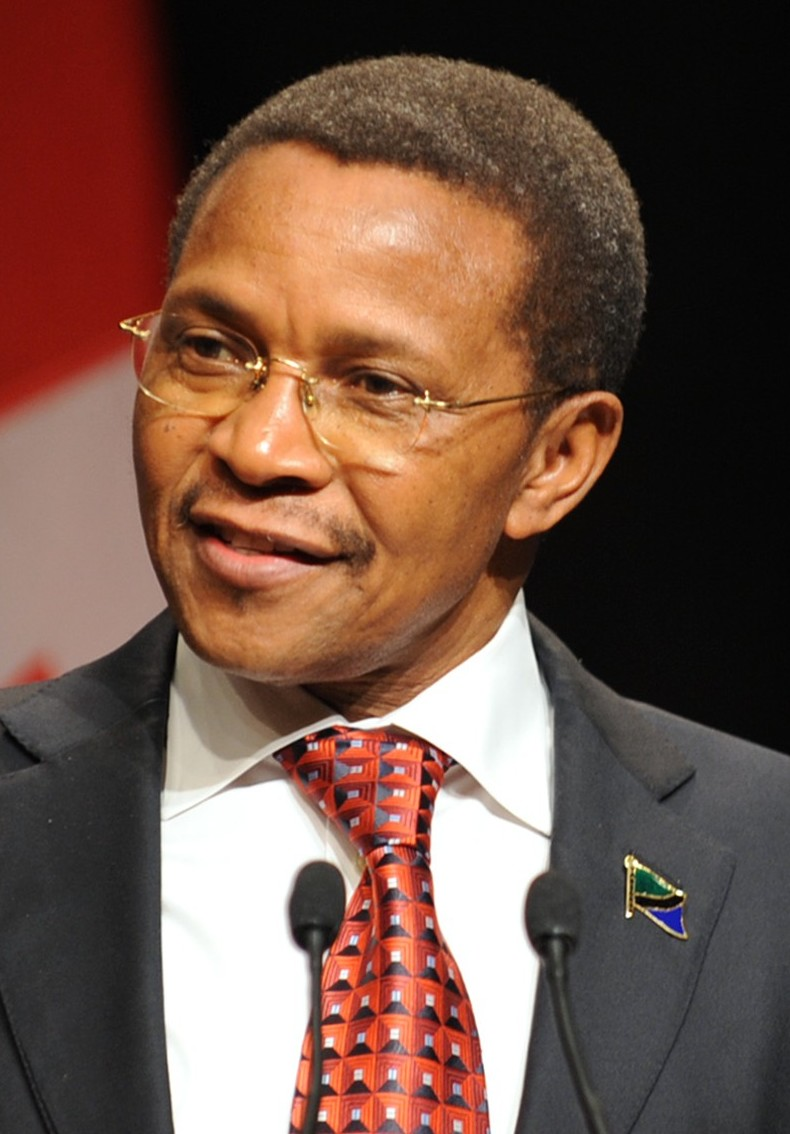
基奎特
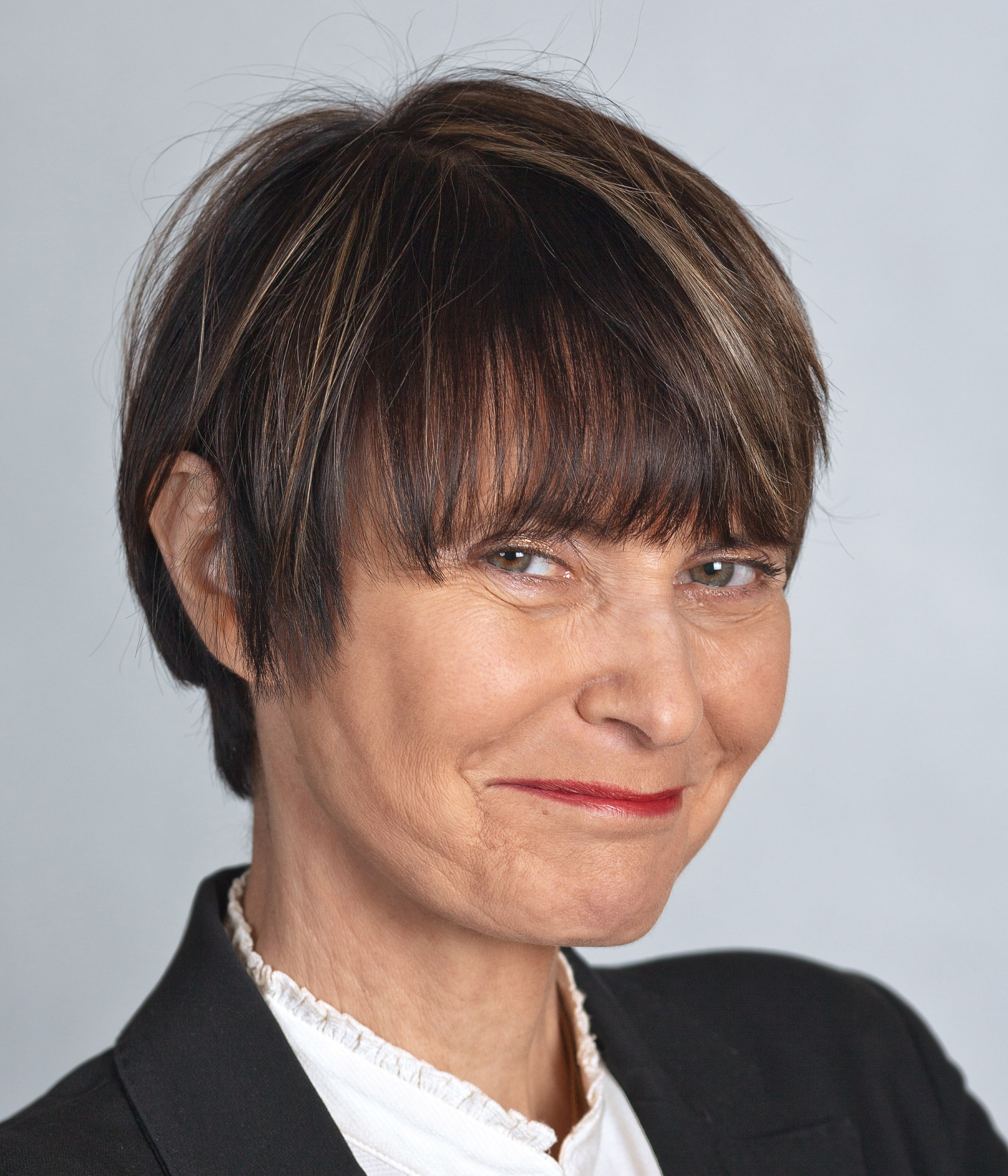
卡尔米-雷伊
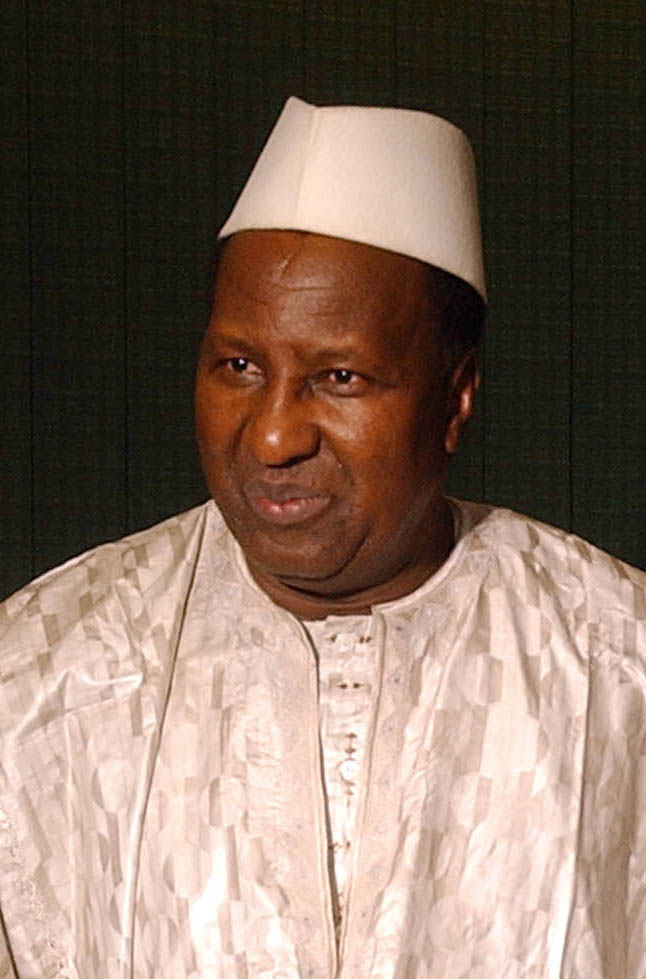
科纳雷
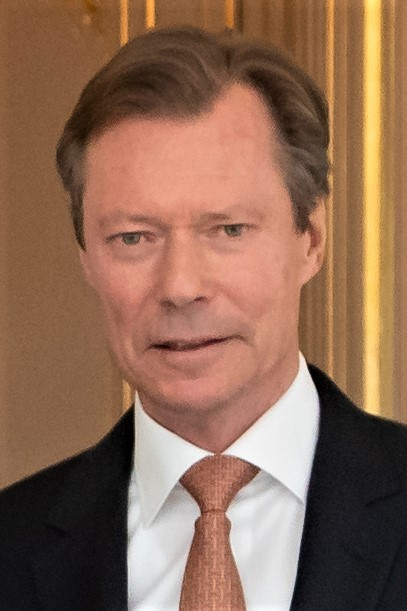
亨利大公
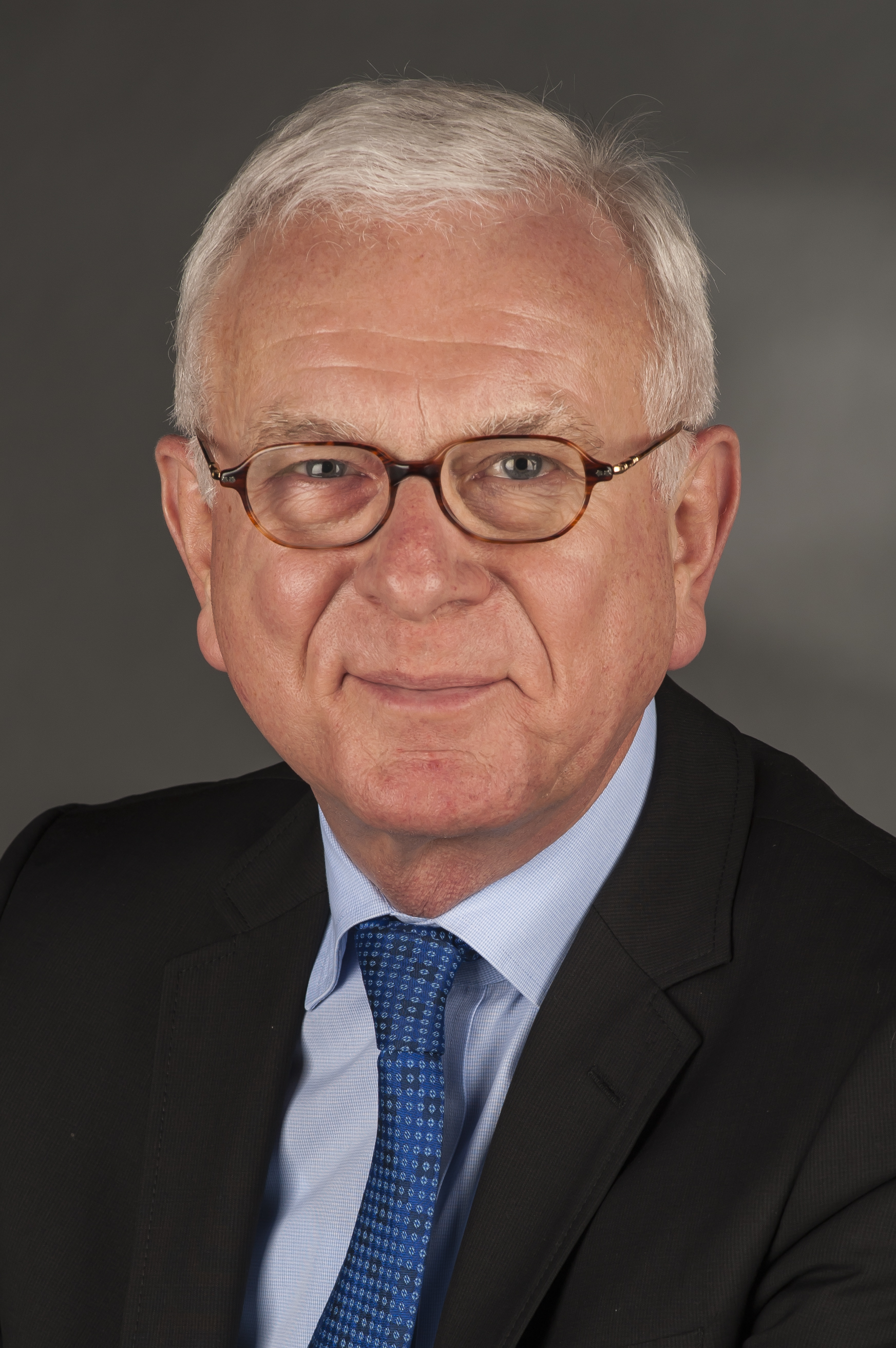
珀特林

### 教师
- 莫里斯·阿莱：1988年諾貝爾經濟學獎的得主。
- 罗伯特·蒙代尔：1999年諾貝爾經濟學獎得主。
- 贡纳尔·默达尔：1974年诺贝尔经济学奖得主。
- 弗里德里希·哈耶克：1974年诺贝尔经济学奖得主。
- 路德维希·冯·米塞斯：奥地利裔美国奧地利經濟學派經濟學家。
- 威廉·洛卜克：德国社会市场经济經濟學家。
- 汉斯·凯尔森：法律实证主义法学家。
- 若泽·曼努埃尔·巴罗佐：前葡萄牙总理和歐盟委員會第11任主席。
- 雅各布·克伦贝格尔：前红十字国际委员会主席。
- 露特·德莱富斯：前瑞士联邦总统。
- 帕斯卡尔·拉米：前世界贸易组织总干事。
- 卡尔·雅各布·布尔克哈特：前红十字国际委员会主席。

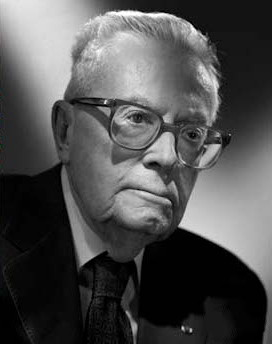
阿莱
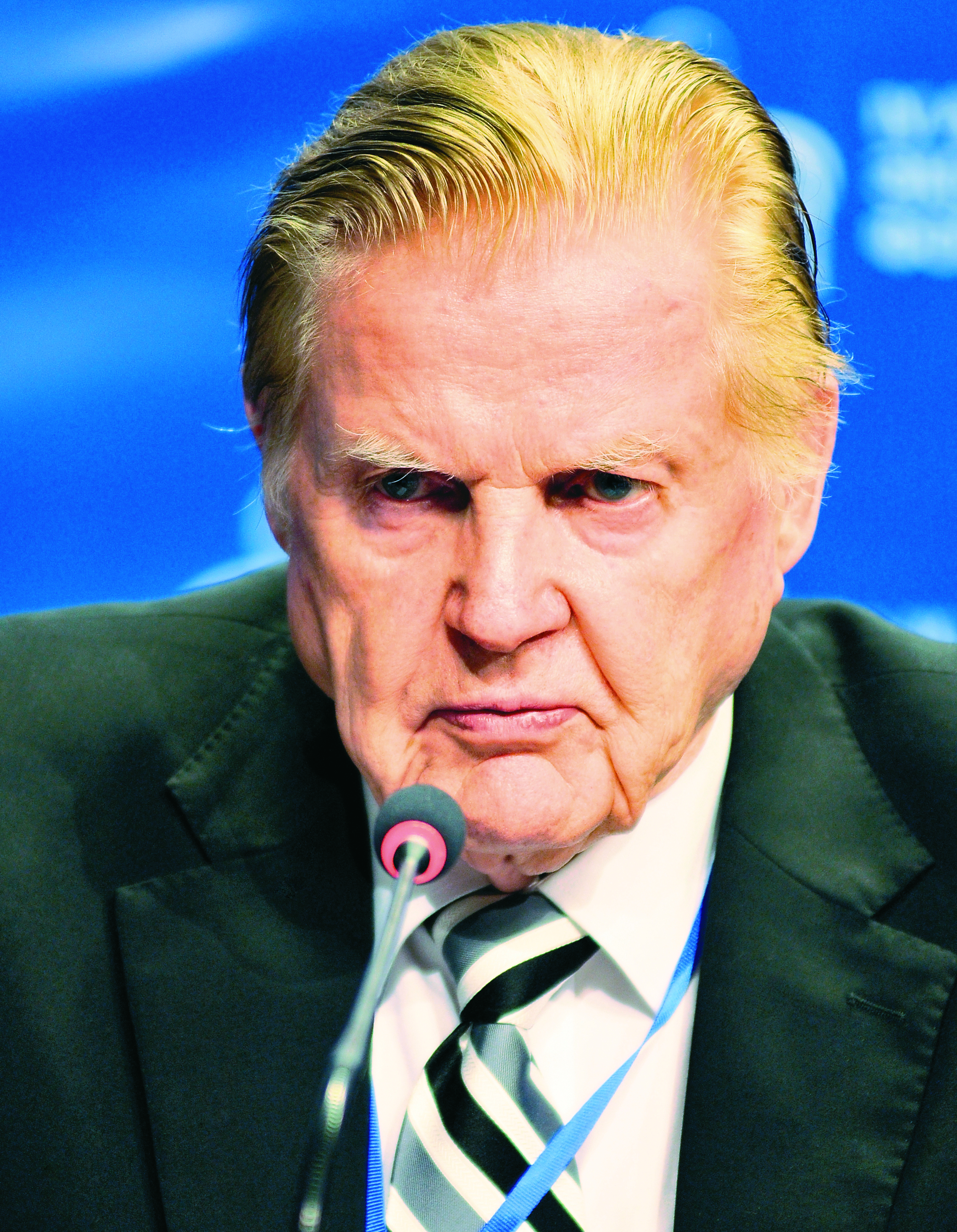
蒙代尔
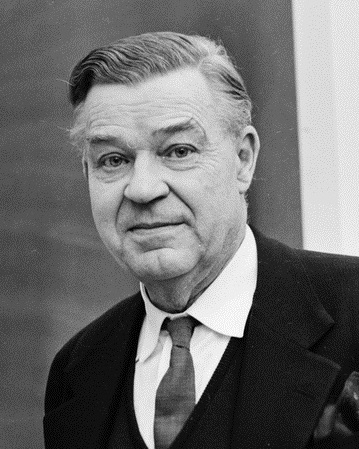
默达尔
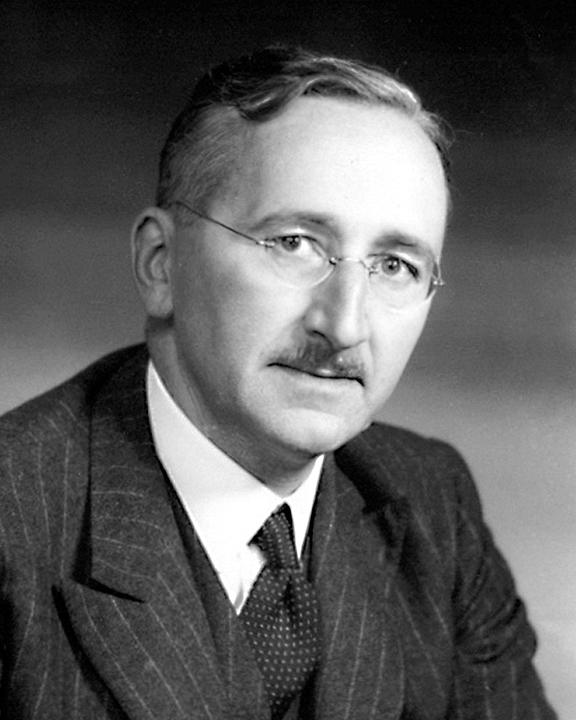
哈耶克
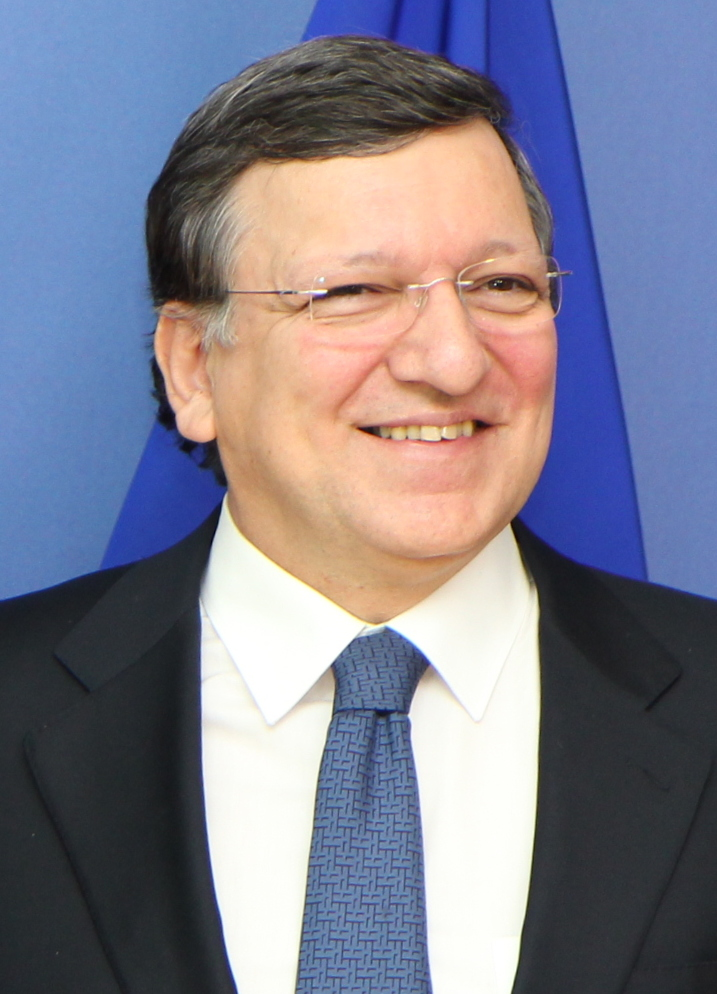
巴罗佐
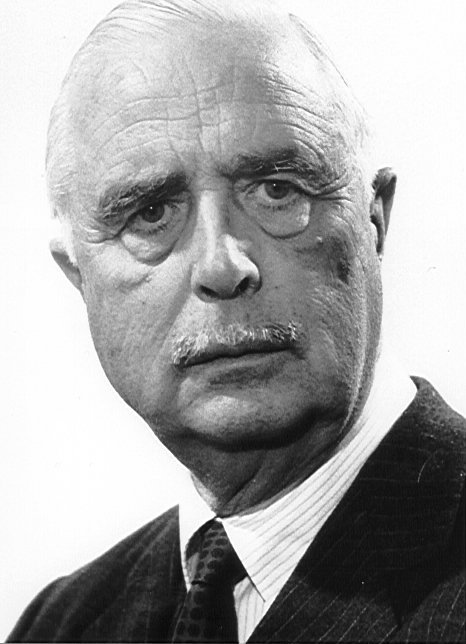
布尔克哈特
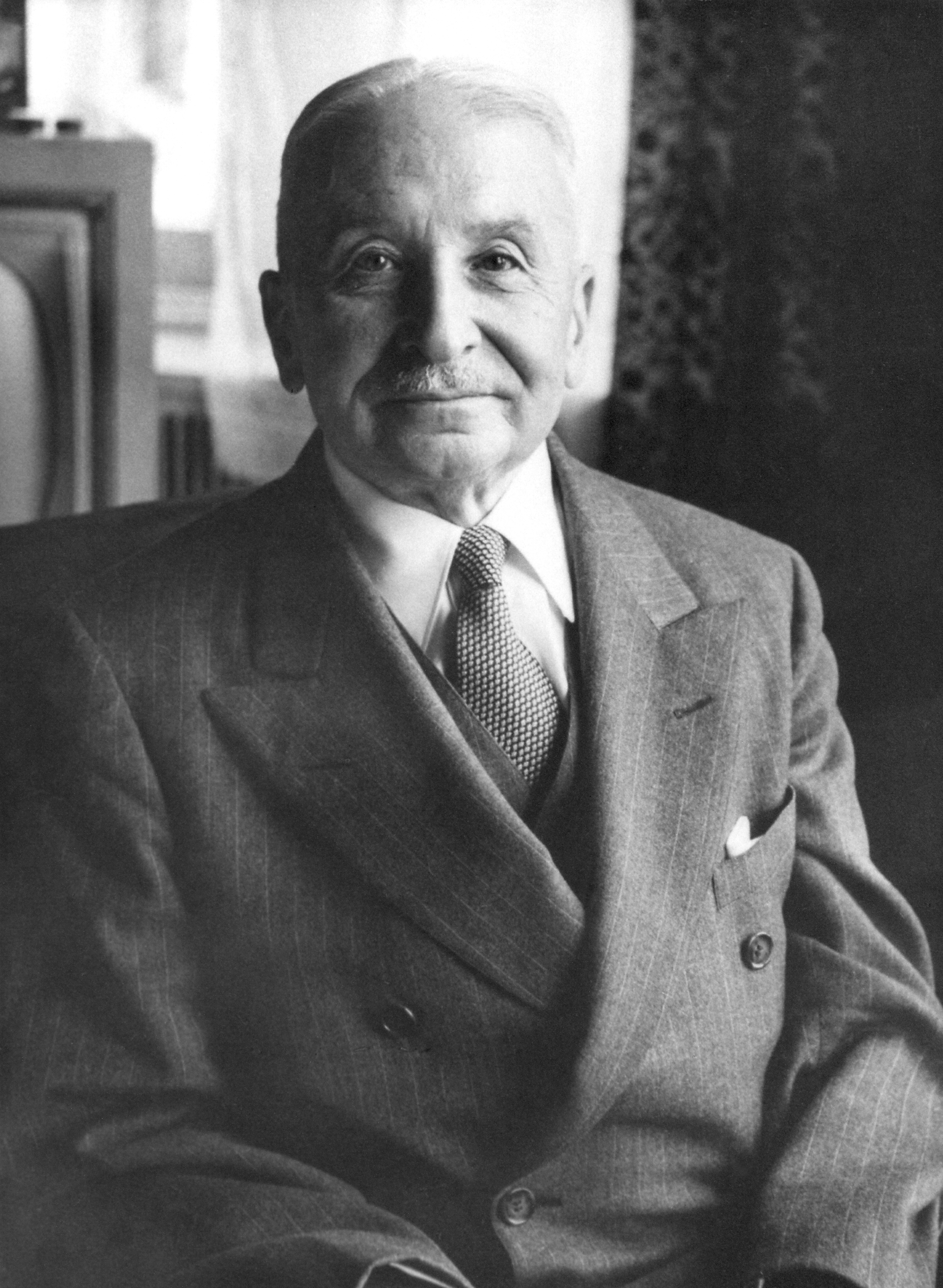
米塞斯
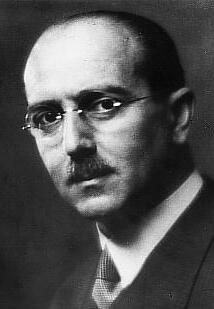
凯尔森